# Julia Maura
Julia Maura Herrera (Madrid, 1910 - Madrid, mayo de 1971) fue una dramaturga española.

## Biografía
Hija de Gabriel Maura Gamazo, I duque de Maura y nieta de Antonio Maura y Montaner. Su afición literaria le llevó a dedicarse a la escritura, pudiendo mencionarse entre las novelas y ensayos publicados, títulos como Como la tierra y el mar, Lola o Eva y la vida. Destacó, sin embargo, como dramaturga siguiendo los pasos de su tío el dramaturgo Honorio Maura Gamazo, estrenó su primera obra, La mentira del silencio en 1944. La puesta en escena corrió a cargo de Luis Escobar en el Teatro María Guerrero, uno de los más importantes de la capital de España. Seguirían El hombre que volvió a su casa, interpretada por Rafael Rivelles; Lo que piensan los hombres, con Isabel Garcés; La sin pecado, Siempre, Chocolate a la española (1953), La eterna Doña Juana (1954), La riada (1956) o Jaque a la juventud (1965).
Casada con Andrés Covarrubias, marqués de Villatoya, tuvo cinco hijos.